# Henny Eman
Pour les articles homonymes, voir Eman.
Jan Hendrik Albert Eman, dit Henny Eman, est un homme d'État arubain né le 20 mars 1948 à Aruba et mort au même lieu le 6 janvier 2025. Il est par deux fois ministre-président d'Aruba, d'abord du 1er janvier 1986 au 9 février 1989 puis du 29 juillet 1994 au 30 octobre 2001 sous les couleurs du Parti populaire arubais fondé par son grand-père Henny Eman (en).

## Biographie
Henny Eman est né le 20 mars 1948 dans une famille d'hommes politiques. Son grand-père, également nommé Henny Eman (en) fonde le Parti populaire arubais (PVA) d'orientation démocrate chrétienne en 1942 et est un pionnier dans la lutte pour l’autonomie politique d’Aruba au sein du royaume des Pays-Bas. Son père, Shon A Eman (pap), dirige également le PVA et consacre sa vie à défendre l'autonomie d’Aruba. Henny  étudie le droit à l’université de Leyde, mais après la mort inattendue de son père en 1967, il est obligé de travailler pour financer ses études. En 1977, il revient à Aruba pour prendre la tête d'un AVP très affaibli par la scission menée par Betico Croes (pap). Il obtient malgré tout son diplôme de droit en 1978 avec une thèse sur le statut politique d’Aruba.
En 1979, Henny retourne définitivement à Aruba et devient le chef de l’AVP, qui se bat pour le statut d'autonomie de l’île. Sous sa direction, l’AVP obtient quatre sièges au Conseil insulaire d'Aruba lors des élections d’avril 1979 (en) et Henny devient un leader respecté dans les Caraïbes néerlandaises.
Après le référendum de 1977 sur l'indépendance d'Aruba puis les élections élections législatives arubaines de 1985, et bien que l'AVP soit arrivé deuxième derrière le Mouvement électoral du peuple (MEP), Henny Eman devient le premier ministre-président d'Aruba le 1er janvier 1986 à la tête d'une coalition regroupant tout les partis représentés aux États d'Aruba sauf le MEP. En tant que chef du gouvernement, il doit gérer la fermeture de la Raffinerie de Lago (en) et relancer l'économie de l'île. Il le fait notamment en attirant de grands chaines d’hôtels de tourisme pour investir à Aruba. Eman arrive encore deuxième aux élections législatives arubaines de 1989, mais le MEP arrivé encore une fois en tête fait alliance avec deux partis et Nelson Oduber devient le deuxième ministre-président d'Aruba. En 1990, Eman est décoré de l'ordre du Lion néerlandais avec l'ensemble de son cabinet. À la suite des élections de 1993, l'AVP arrive en tête et obtient le même nombre de siège que le MEP, mais Nelson Oduber maintient sa coalition et reste Ministre-président, mais rapidement des dissensions au sein de sa coalitions l'obligent à des élections anticipées.
En 1994, l'AVP remporte les élections avec dix sièges sur vingt-et-un aux  États d'Aruba et Henny Eman redevient ministre-président d'Aruba avec le soutien de l'Organisation libérale arubéenne (en), mais des tensions avec ce parti l'oblige à convoquer de nouvelles élections en 1997. Henny Eman gagne de nouveau ces élections et reste donc ministre-président d'Aruba, mais doit négocier six mois avec l'ALU pour former un nouveau gouvernement. L'OVP perd largement les élections de 2001 avec seulement six sièges sur vingt-et-un, et Henny Eman est remplacé par Nelson Oduber, du Mouvement électoral du peuple. À partir de 2002, il est mis en examen dans une affaire de corruption, Il démissionne alors de la présidence du PVA. C'est son frère Mike Eman qui le remplace à la tête du parti. En 2008, il est blanchi des accusations à son encontre, mais il ne revient pas dans l'arène politique. Il meurt le 6 janvier 2025.